# Althorp (parish)
Althorp är en civil parish i Storbritannien.   Den ligger i grevskapet Northamptonshire i riksdelen England, i den södra delen av landet, 100 km nordväst om huvudstaden London. Orten har 24 invånare (2001). Byn nämndes i Domedagsboken (Domesday Book) år 1086, och kallades då Olletorp.